# Springmoor
Das Springmoor ist ein ehemaliges Naturschutzgebiet in der Gemeinde Vollersode der Samtgemeinde Hambergen im Landkreis Osterholz.

## Allgemeines
Das ehemalige Naturschutzgebiet hat eine Größe von circa 107 Hektar und wurde 1977 durch die Bezirksregierung Lüneburg unter Naturschutz gestellt. Es trug die statistische Bezeichnung NSG LÜ 70. Zum 28. Januar 2021 wurde es mit dem Naturschutzgebiet „Heilsmoor“ zum Naturschutzgebiet „Heilsmoor und Springmoor“ zusammengelegt.
Laut der Bezirksregierung Lüneburg erfolgte die Unterschutzstellung, „zur Erhaltung und Entwicklung eines vielfältigen Lebensraumes der trockenen Geestlandschaft, der Geestmoore und der Bachniederung mit ihrer besonderen Pflanzen- und Tierwelt“.

## Natur
Das Gebiet umfasst einen vielfältigen Landschaftsausschnitt am Giehler Bach, wie der Oberlauf der Hamme hier noch genannt wird. Im Westen sind Kiefernforste und großflächige, gut erhaltenen Sandheiden vorhanden, im Osten und Süden fällt das Gelände zum Bachlauf hin ab. Aufgrund des hier anstehenden Grundwassers hat sich das Springmoor gebildet, das heute teilweise entwässert ist und mit Moorheide, Moorbirken- und Birkenbruchwald bestanden ist.
In den Sandheideflächen dominiert die Besenheide, die mit ihrer charakteristischen Blüte im Spätsommer das Landschaftsbild prägt. Um die Heideflächen zu erhalten, werden im Schutzgebiet Pflegemaßnahmen durchgeführt, um der Vergrasung und Verbuschung vorzubeugen. Dazu wird der Oberboden mit der vorhandenen Vegetation abgeplaggt. Auf dem Rohboden wachsen junge Heidepflanzen nach.
Im Osten des Gebietes wurde der Giehler Bach früher aufgestaut, um eine Wassermühle anzutreiben. Dieser Stau wurde abgesenkt. Teile des ehemaligen Mühlenteichs fielen trocken und wurden in Grünländereien umgewandelt. In Teilbereichen konnte sich Erlen-Bruchwald und Weidengebüsch bilden.

## Pflanzen- und Tierwelt
In den Heideflächen kommen drei Ginsterarten, der Besenginster, der Englische Ginster und der Behaarte Ginster vor.

Pflanzenwelt im Springmoor
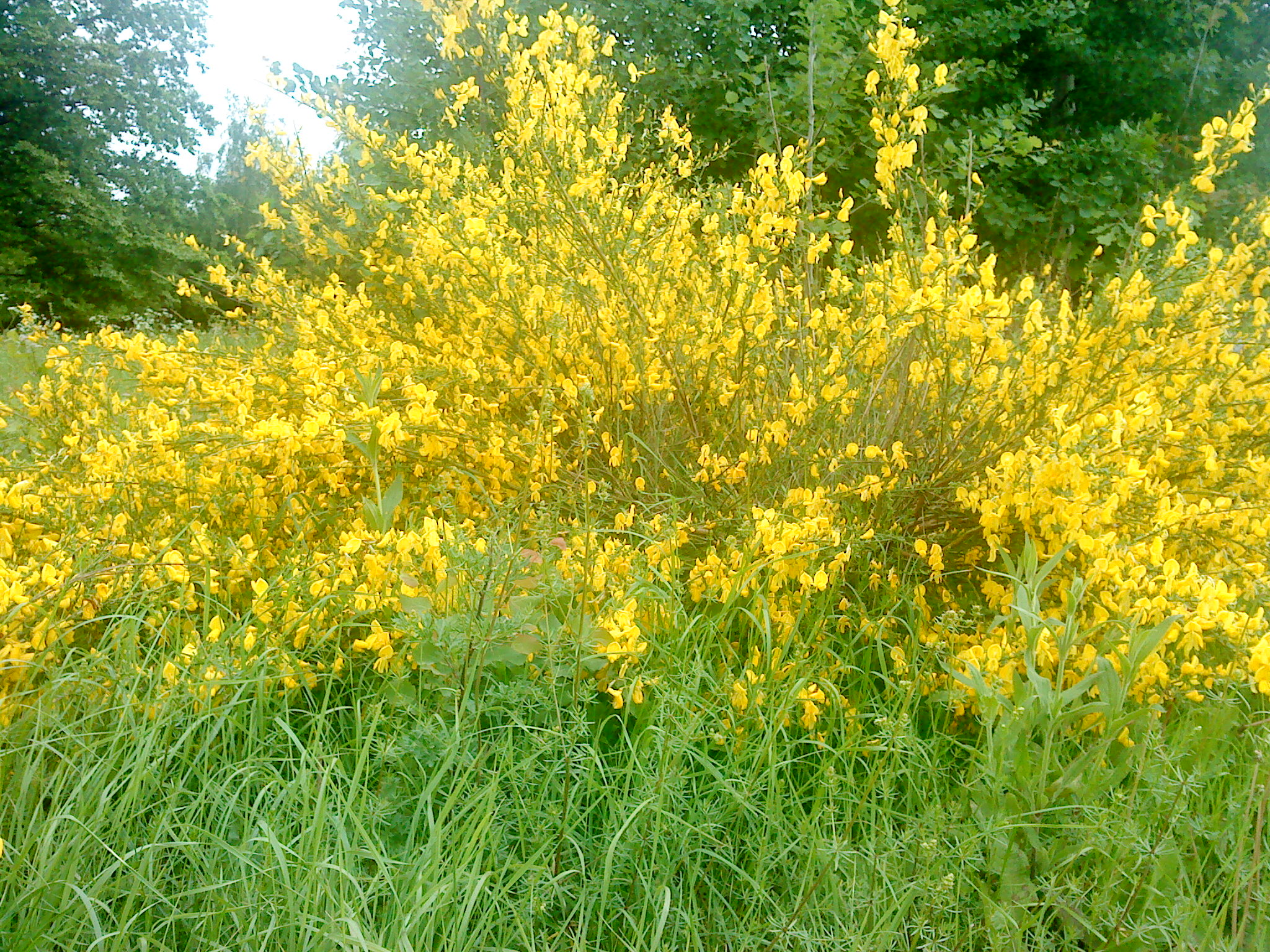
Besenginster
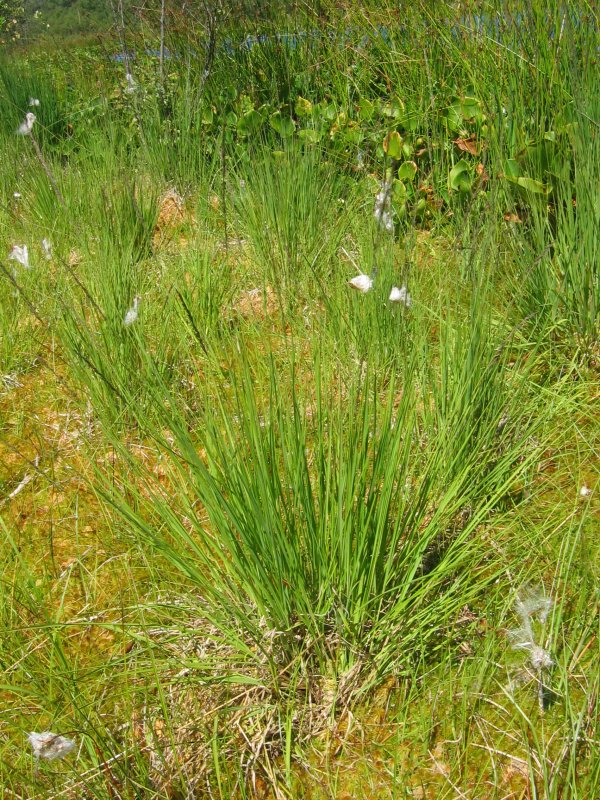
Pfeifengras
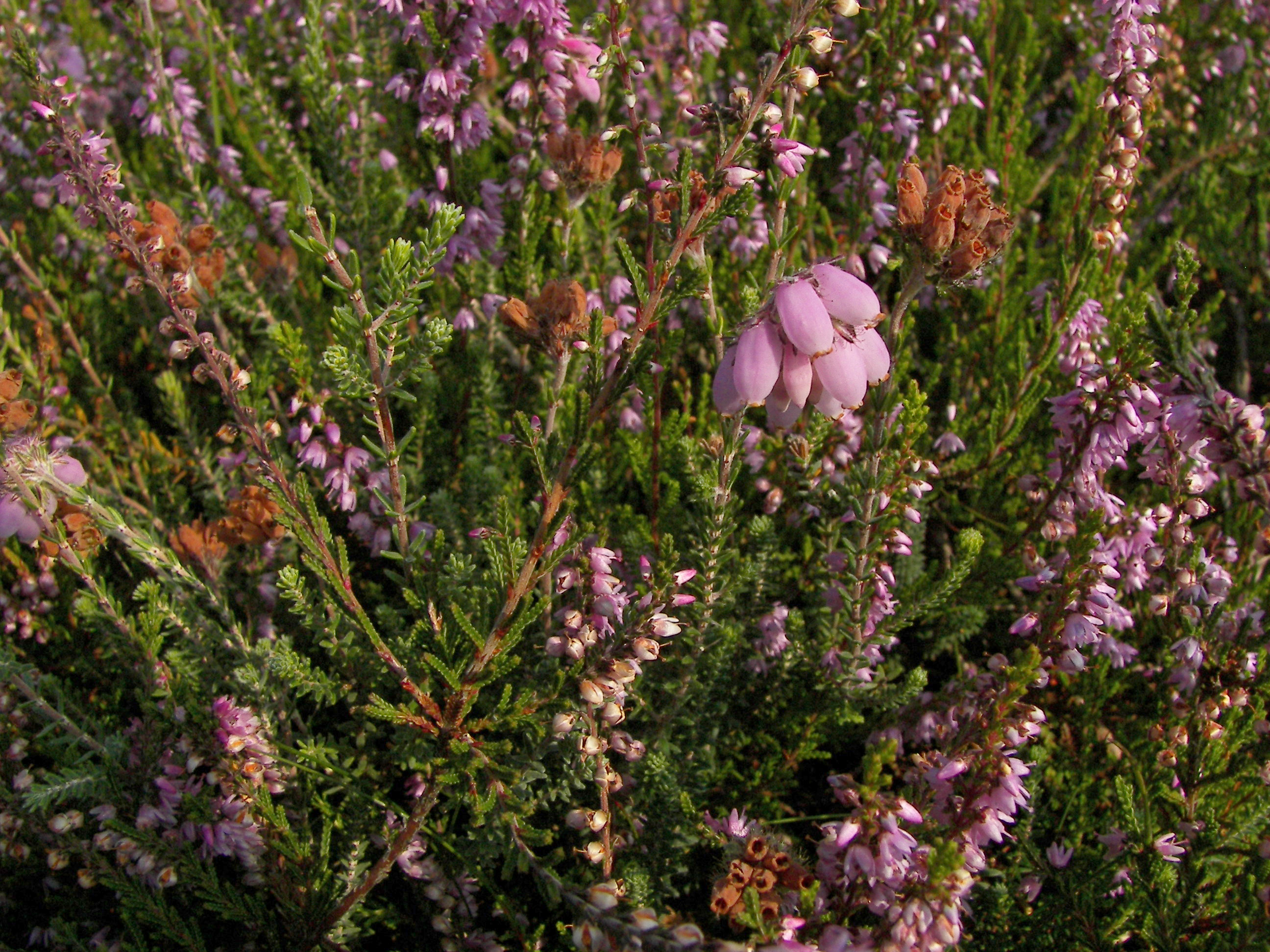
Glockenheide
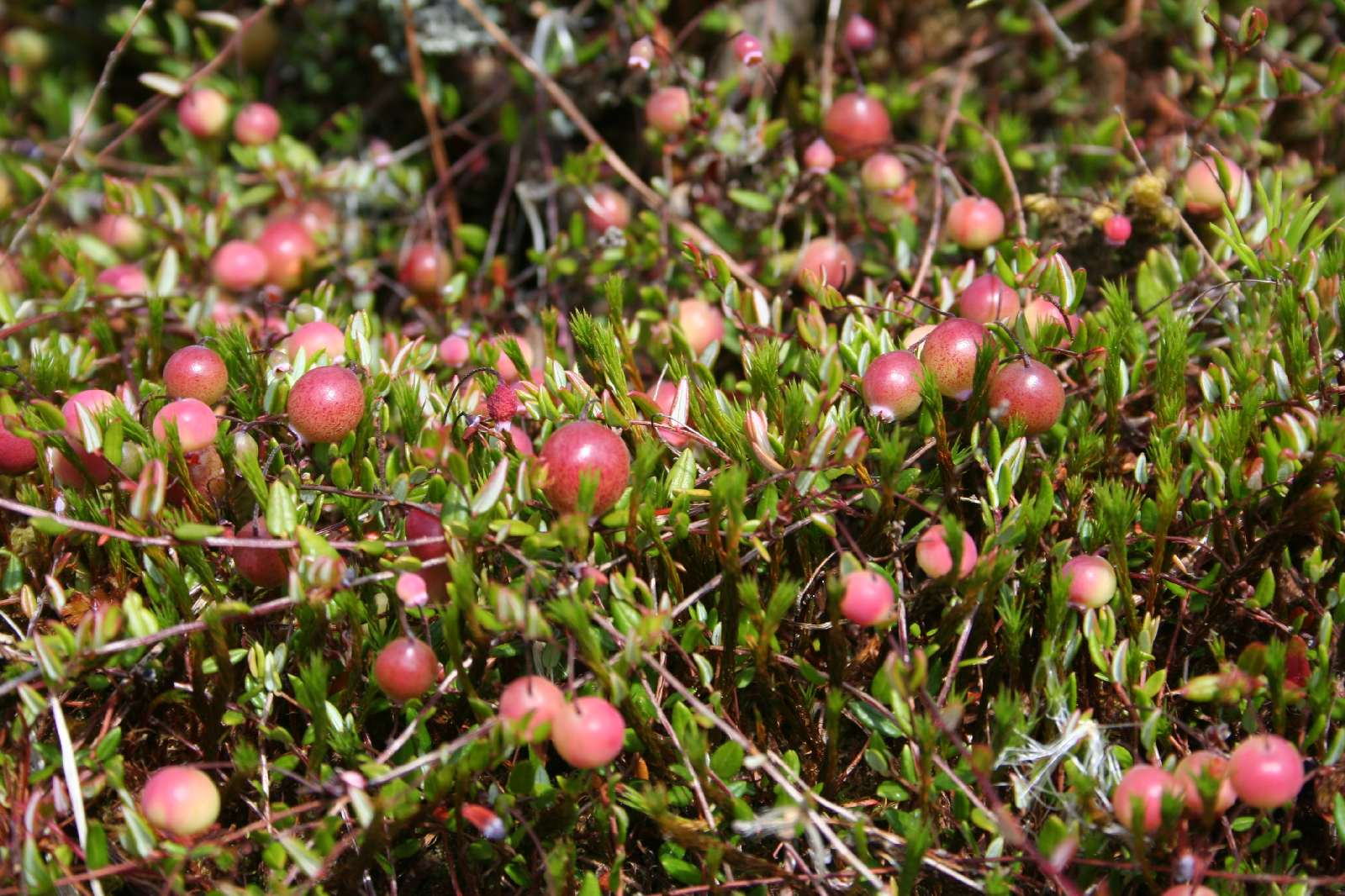
Moosbeere
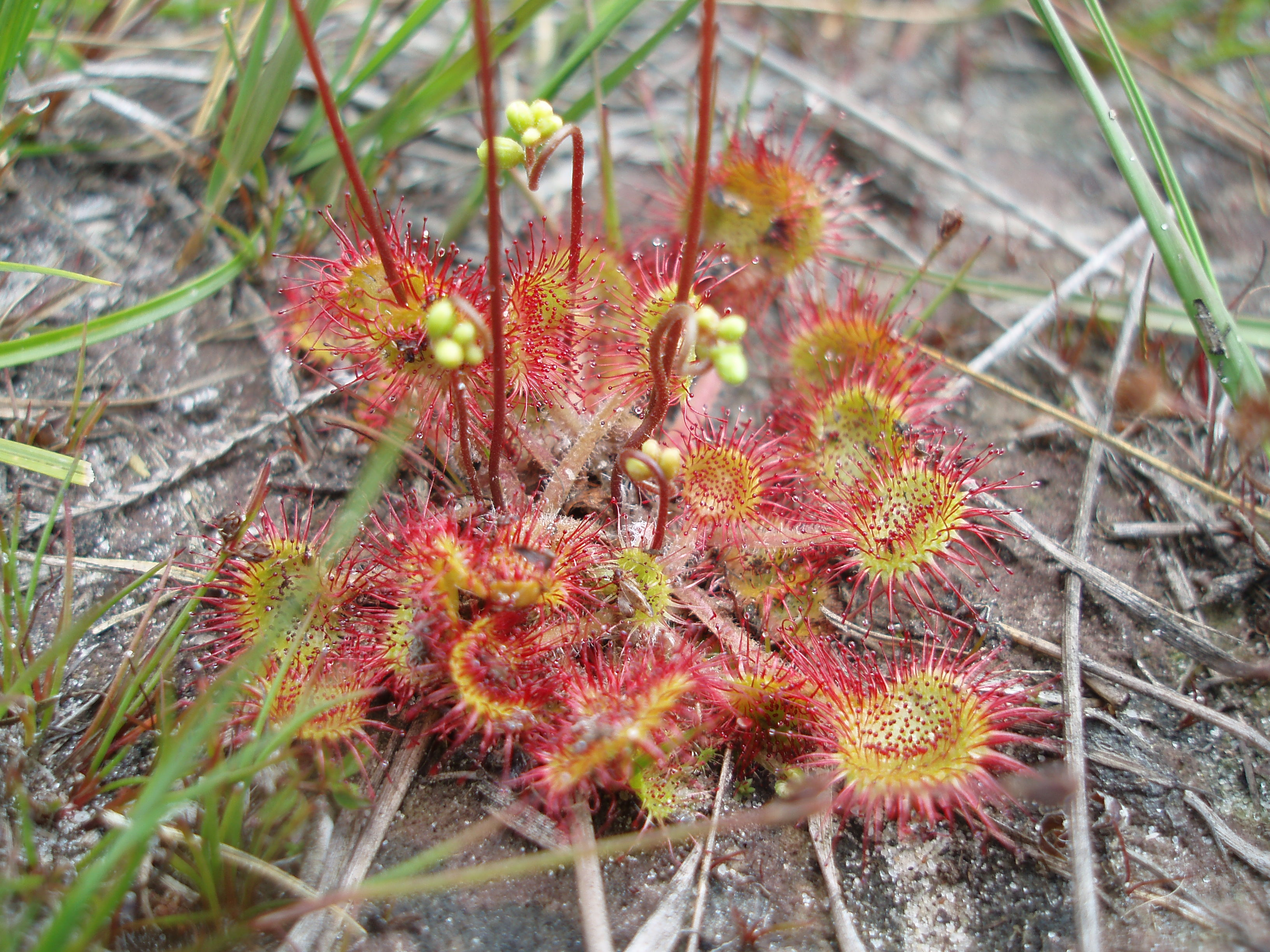
Sonnentau

In den Moorflächen im östlichen Gebietsteil ist eine Moorheide anzutreffen, in der Pfeifengras, Glockenheide, Torfmoose, Moosbeere und Sonnentau vorkommen. Die Sandheide begünstigt das Vorkommen wärmeliebender Tierarten. Vor allem während der Heideblüte werden die Heideflächen durch viele Insektenarten zur Nahrungssuche aufgesucht. Diese bilden wiederum die Nahrungsgrundlage für Kriechtiere wie die Waldeidechse und Blindschleiche. Auch die Schlangenarten Kreuzotter, Ringelnatter und Schlingnatter wurden im Gebiet beobachtet. Diese ernähren sich u. a. von den hier heimischen Amphibienarten Grasfrosch, Moorfrosch, Teichfrosch und Erdkröte. Auch der Fadenmolch kommt hier vor.

Tierwelt im Springmoor
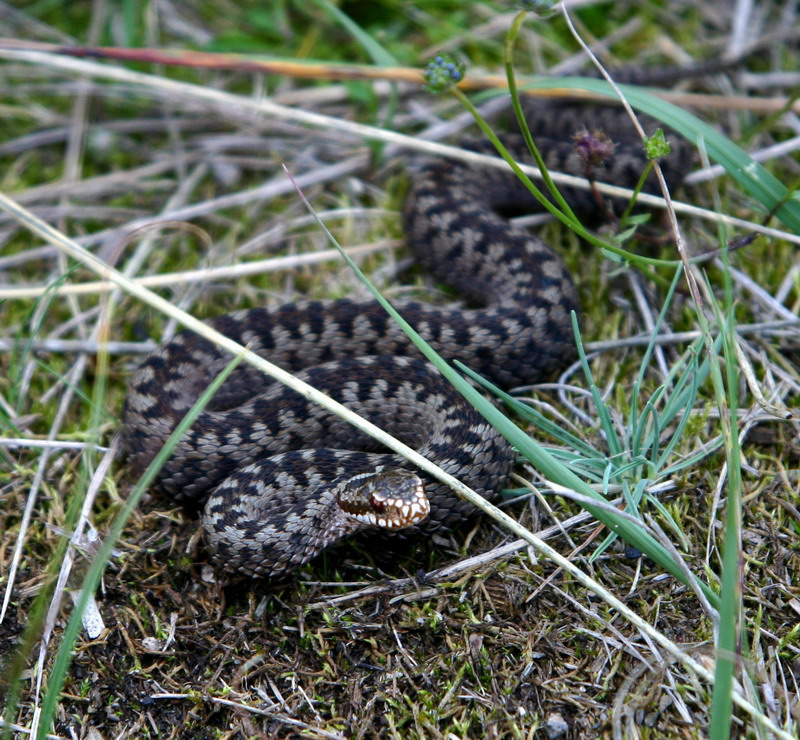
Kreuzotter
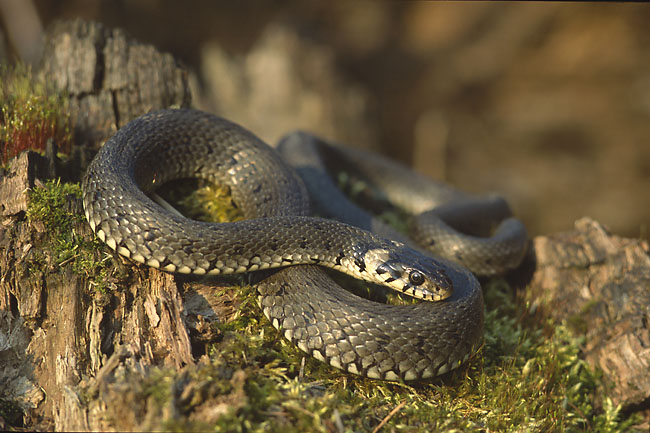
Ringelnatter
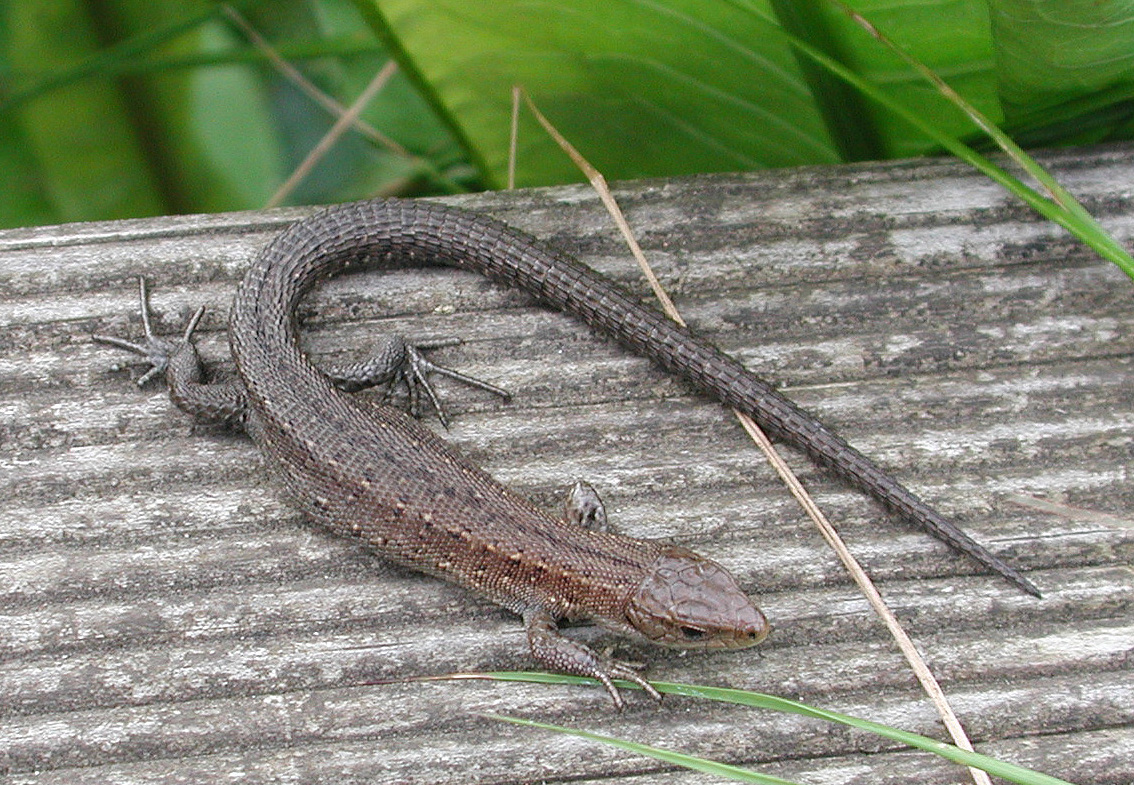
Waldeidechse
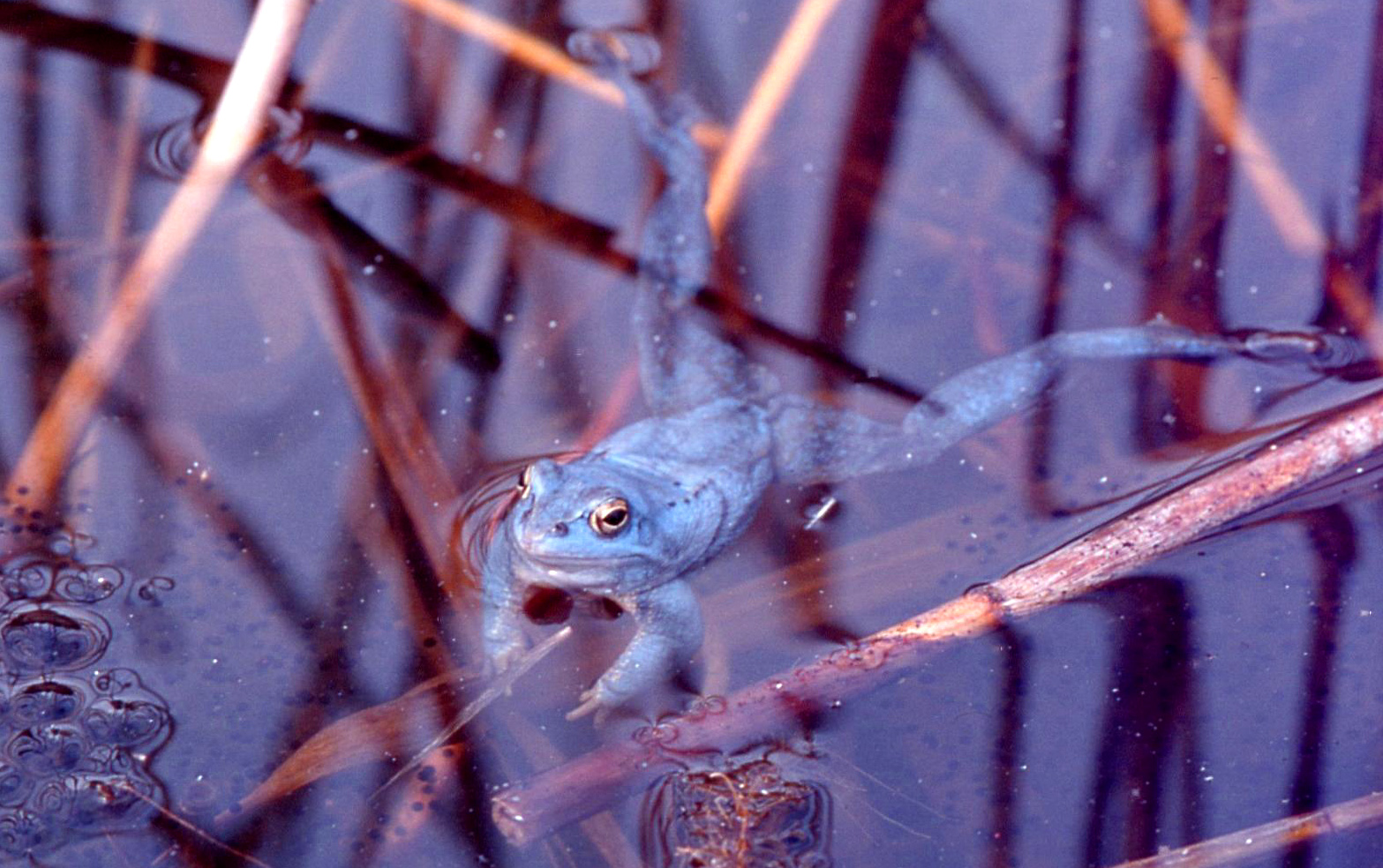
Moorfrosch
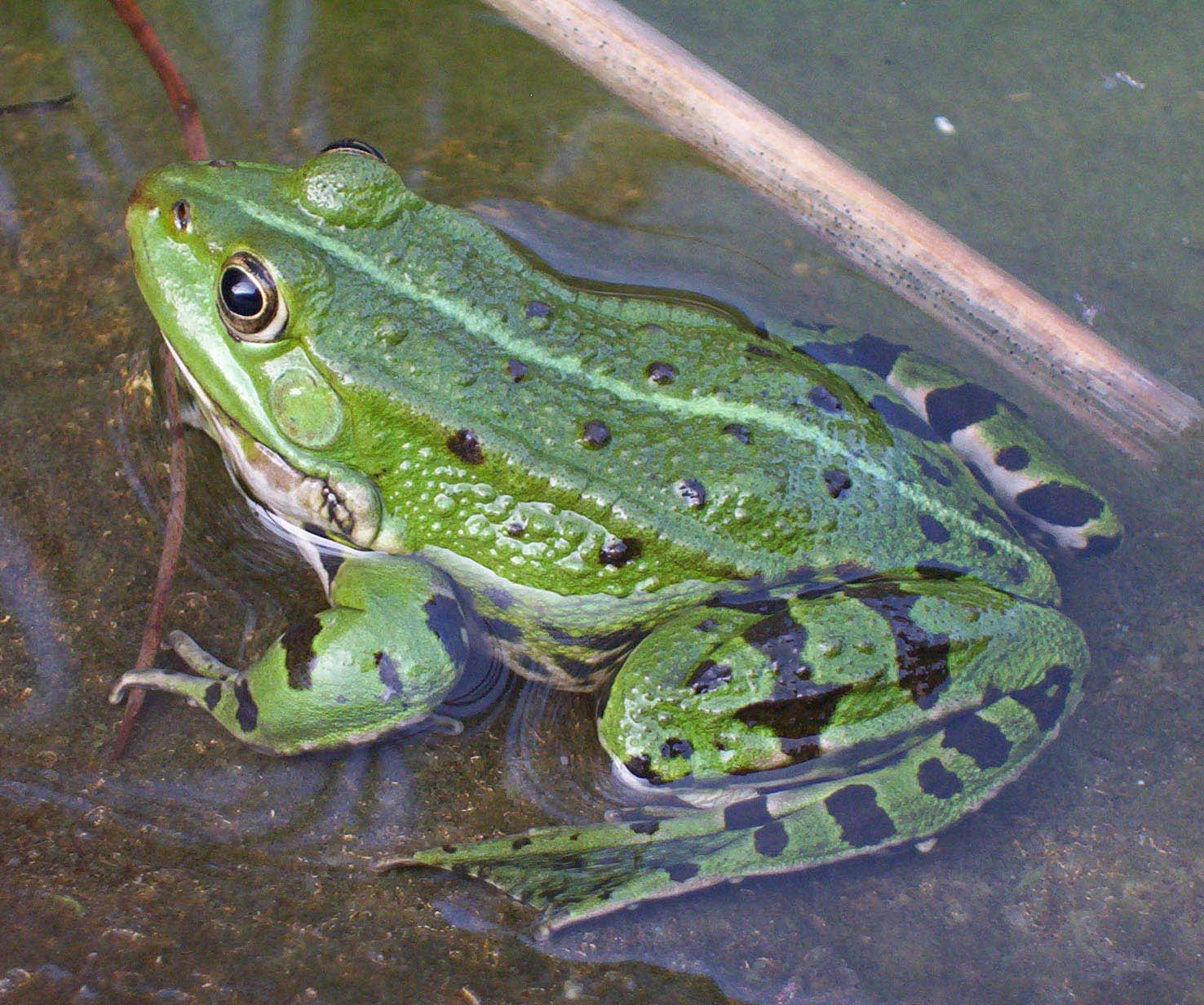
Teichfrosch

## Andere Schutzkategorien
Das ehemalige Naturschutzgebiet liegt im Bereich des FFH-Gebietes 34. Es ist umgeben vom Landschaftsschutzgebiet Giehler Bach und liegt in der Nähe des ehemaligen Naturschutzgebietes „Heilsmoor“.